# Tetovo
Tetovo (macedónul Тетово [Tetovo], albánul Tetova vagy Tetovë, törökül Kalkandelen) város Észak-Macedónia északnyugati részén, az ország ötödik legnagyobb városa. A Šar-hegység lábainál, a Pena folyó két partján fekszik, az azonos nevű község székhelye.

## A községhez (járáshoz) tartozó települések
Tetovo város, valamint Bozovce, Brodec, Dzsepcsiste, Falise, Garje, Golema Recsica, Gyermo, Jedoarce, Lavce, Liszec, Mala Recsica, Otunye, Poroj, Sipkovica, Szaratyino, Szelce, Szetole, Vejce és Vesala falvak.

## Történelme
A város környékén végzett régészeti kutatásoknak köszönhetően tudjuk, hogy a területen már időszámításunk előtt 2200 és 1200 közt is éltek, a bronzkor idején. A legrégebbről származó lelet egy a Mükéné korából származó kard, melyet a városon kívül találtak meg. Ma e lelet a Macedón Nemzeti Múzeumban van kiállítva a fővárosban, Szkopjéban.
Az ókorban a város görög neve Oaineon, latinul Oaeneum volt. A város első lakói közt találjuk a peneszta illír törzset, mely Oaeneum, Draudachus (Gosztivar), Uscana (Kicsevo vagy Debar) régióit népesítette be. A peneszták törzse által lakott vidékek stratégiai fontossággal bírtak: Illíria felől Makedónia az Oaeneum-Draudacum-Uscana-Styberra útvonalon volt legkönnyebben megközelíthető.

### Napjainkban
Gazdasági szempontból Tetovo az ország egyik legdinamikusabban fejlődő városa. Számos nemzetközi vállalat működik itt, mint például az Ecolog International, a Renova és a Zikoprom. A magánvállalkozások érdeklődésének ellenére a várost a központi kormányzat elhanyagolja, emiatt városszétfolyástól szenved. Az építési szabályok engedékenysége és hiányosságai miatt számos épületet építenek fel a későbbi lakók tetszőlegesen kijelölt helyeken, mint például gyalogutak mentén, parkokban.
A városban található az ország harmadik legnagyobb egyeteme – Szkopje és Bitola után –, a Délkelet-Európai Egyetem. Másik egyeteme a Tetovói Állami Egyetem. Több, mint húszezren szereztek itt eddig felsőfokú képzettséget.
2001-ben kemény harcok dúltak a városban és környékén a helyi albán lázadók, a Koszovói Felszabadítási Hadsereg gerillái valamint az macedón hadsereg és rendőrség erői között. A héthónapos macedóniai háború célja Nyugat-Macedónia albánok lakta területeinek elszakítása volt koszovói mintára.
Tetovóban a legnagyobb a bűnelkövetési ráta az egész országban a főváros, Szkopje után. 2009 első felében 1229 bűntényre derült fény.

## Népesség
A város népességének többsége albán, ez az Észak-Macedónián belül húzódó, kb. félhold alakú albán többségű régió nem hivatalos központja. A város ad otthont számos albán politikai pártnak.
- 2002-ben 52 915 lakosa volt, melyből 28 897 fő albán (54,61%), 18 555 macedón (35,06%), 2 352 cigány, 1 878 török, 587 szerb, 156 bosnyák, 13 vlach, 477 egyéb.
- 2002-ben Tetovo községnek 86 580 lakosa volt, melyből 60 880 fő albán (70,3%), 20 053 macedón (23,2%), 2 357 cigány, 1 882 török, 604 szerb, 156 bosnyák, 642 egyéb.

## Nevezetességek
- Festett mecset a 15. századból.

## Fordítás
Ez a szócikk részben vagy egészben  a   Tetovo című angol Wikipédia-szócikk ezen változatának fordításán alapul.  Az eredeti cikk szerkesztőit annak laptörténete sorolja fel. Ez a jelzés csupán a megfogalmazás eredetét és a szerzői jogokat jelzi, nem szolgál a cikkben szereplő információk forrásmegjelöléseként.

## Testvérvárosai
- Dorog, Magyarország[forrás?]

## Külső hivatkozások
- Tetovo község hivatalos honlapja